# ゲッダン
ゲッダンは、広瀬香美の楽曲『promise』の一節からニコニコ動画などで広まった動画・フレーズのことである。
楽曲『promise』の別称として使われることもある（後述）。

## 概要
ニコニコ動画などでは現在でも楽曲『promise』のサビ前のフレーズ「Get down」をもじって「ゲッダン」という愛称で親しまれている。
1997年発売のゲーム『ゴールデンアイ 007』でのバグ技 （ゲームカセットを半分引き抜く）のプレイ動画が2007年7月12日に公開された。後にこの動画内のキャラクターが異様なポーズを取りつつその場で転がるような高速回転をする(バグ)映像に、同じ1997年の広瀬香美の『promise』のサビを乗せて編集したMAD動画が投稿された。
2008年に広瀬香美の『promise』のリズムに合わせながら2ちゃんねるのAAキャラクターの八頭身モナーが腰を振る動作を挟みながら、MAD動画の挙動をトレースした手描き動画を動画製作者のラマーズPが2008年に投稿し、ブレイクした。同動画は、2011年6月までで250万回再生を記録した。『ゲッダン』のブームは2008年から2009年頃にかけてニコニコ動画内で起こったと考えられている。
2008年から2009年頃にかけてニコニコ動画内で「ゲッダン」ブームが起こったことから、2012年4月28日に開催された「ニコニコ超パーティーFirst Night」では、1997年公開の広瀬香美の楽曲『promise』の大合唱が幕開けに利用された。
2010年7月28日のツイートなどでも広瀬香美自身が「ゲッダン」という名称を用いていることが確認されている。
2022年8月13日から28日にかけて、ソーシャルVRプラットフォーム『VRChat』上で開催されたイベント『バーチャルマーケット2022 Summer』のJVCケンウッド協賛ブースにて、広瀬香美デビュー30周年を記念し、広瀬本人の希望もあり急遽ステージが用意されたが、そこでユーザーのアバターに『ゲッダン』を踊らせることができるギミックが設置されたことで話題となった。
2025年には日本マクドナルドがゲッダンのパロディーを『promise』の新録音源と合わせてWebCMとして公開。